# Pioneer, Iowa
Pioneer là một thành phố thuộc quận Humboldt, tiểu bang Iowa, Hoa Kỳ. Năm 2010, dân số của thành phố này là 23 người.

## Dân số
Dân số qua các năm:
- Năm 2000: 21 người.
- Năm 2010: 23 người.